# Stormont—Dundas—Glengarry
Circonscription électorale fédérale du Canada
Stormont—Dundas—Glengarry (auparavant Stormont—Dundas—South Glengarry) est une circonscription électorale fédérale en Ontario (Canada).
La circonscription longe la rive ontarienne du fleuve Saint-Laurent à partir de la frontière québécoise terrestre, englobant les comtés unis de Stormont, Dundas et Glengarry, à l'exception du canton de North Glengarry. La ville principale est Cornwall.
Les circonscriptions limitrophes sont Leeds—Grenville, Nepean—Carleton, Glengarry—Prescott—Russell, Pontiac, Argenteuil—Papineau—Mirabel, Vaudreuil-Soulanges et Salaberry—Suroît.

## Historique
La circonscription de Stormont—Dundas—South Glengarry est créée en 2003 d'une partie de Stormont—Dundas—Charlottenburgh et de Glengarry—Prescott—Russell.
À la suite du découpage de la carte électorale de 2022, la circonscription est renommée Stormont–Dundas–Glengarry. Elle gagne le canton de North Glengarry.
| Législature                                                                                            | Années        | Député      | Député      | Parti        |
| --- | ------------- | ----------- | ----------- | ------------ |
| Stormont—Dundas—South Glengarry issue de Stormont—Dundas—Charlottenburgh et Glengarry—Prescott—Russell |               |             |             |              |
| 38e | 2004–2006     |             | Guy Lauzon  | Conservateur |
| 39e | 2006–2008     |             | Guy Lauzon  | Conservateur |
| 40e | 2008–2011     |             | Guy Lauzon  | Conservateur |
| 41e | 2011–2015     |             | Guy Lauzon  | Conservateur |
| 42e | 2015–2019     |             | Guy Lauzon  | Conservateur |
| 43e | 2019–2021     | Eric Duncan |             | Conservateur |
| 44e | 2021–2025     | Eric Duncan |             | Conservateur |
| Stormont–Dundas–Glengarry                                                                              |               |             |             |              |
| 45e | 2025–en cours |             | Eric Duncan | Conservateur |

## Résultats électoraux
Modèle:Élection générale canadienne de 2025 — Stormont—Dundas—Glengarry
|       | Candidat           | Parti        | # de voix | % des voix |
|       | (X) Guy Lauzon     | Conservateur | +27 091,  | 51,05 %    |
|       | Bernadette Clement | Libéral      | +20 452,  | 38,54 %    |
|       | Patrick Burger     | NPD          | +04 332,  | 8,16 %     |
|       | Elaine Kennedy     | Vert         | +01 191,  | 2,24 %     |
| Total | Total              | Total        | 53 066    | 100 %      |

|       | Candidat            | Parti        | # de voix | % des voix |
|       | (x) Guy Lauzon      | Conservateur | +29 538,  | 62,12 %    |
|       | Bernadette Clement  | Libéral      | +08 510,  | 17,9 %     |
|       | Mario Leclerc       | NPD          | +08 313,  | 17,48 %    |
|       | Wyatt Joseph Walsh  | Vert         | +01 038,  | 2,18 %     |
|       | Darcy Neal Donnelly | Libertarien  | +00151,   | 0,32 %     |
| Total | Total               | Total        | 47 550    | 100 %      |

|       | Candidat        | Parti             | # de voix | % des voix |
|       | (x) Guy Lauzon  | Conservateur      | +25 846,  | 57,32 %    |
|       | Denis Sabourin  | Libéral           | +08 564,  | 18,99 %    |
|       | Darlene Jalbert | NPD               | +06 107,  | 13,54 %    |
|       | David Rawnsley  | Vert              | +01 885,  | 4,18 %     |
|       | Dwight Dugas    | Action canadienne | +00104,   | 0,23 %     |
|       | Howard Galganov | Indépendant       | +02 585,  | 5,73 %     |
| Total | Total           | Total             | 45 091    | 100 %      |

## Circonscription provinciale
Depuis les élections provinciales ontariennes du 4 octobre 2007, l'ensemble des circonscriptions provinciales et des circonscriptions fédérales sont identiques.